# فینال جام حذفی فوتبال انگلستان ۱۹۸۵
فینال جام حذفی فوتبال انگلستان ۱۹۸۵، رقابت پایانی جام حذفی فوتبال انگلستان در سال ۱۹۸۵ میلادی است که مابین دو تیم باشگاه فوتبال منچستر یونایتد و باشگاه فوتبال اورتون در ورزشگاه ومبلی لندن برگزار شده‌است.
این مسابقه که در تاریخ ۱۸ مه ۱۹۸۵ انجام شده‌است با نتیجه ۱ بر ۰ به سود تیم باشگاه فوتبال منچستر یونایتد به پایان رسید.